# Li & Fung

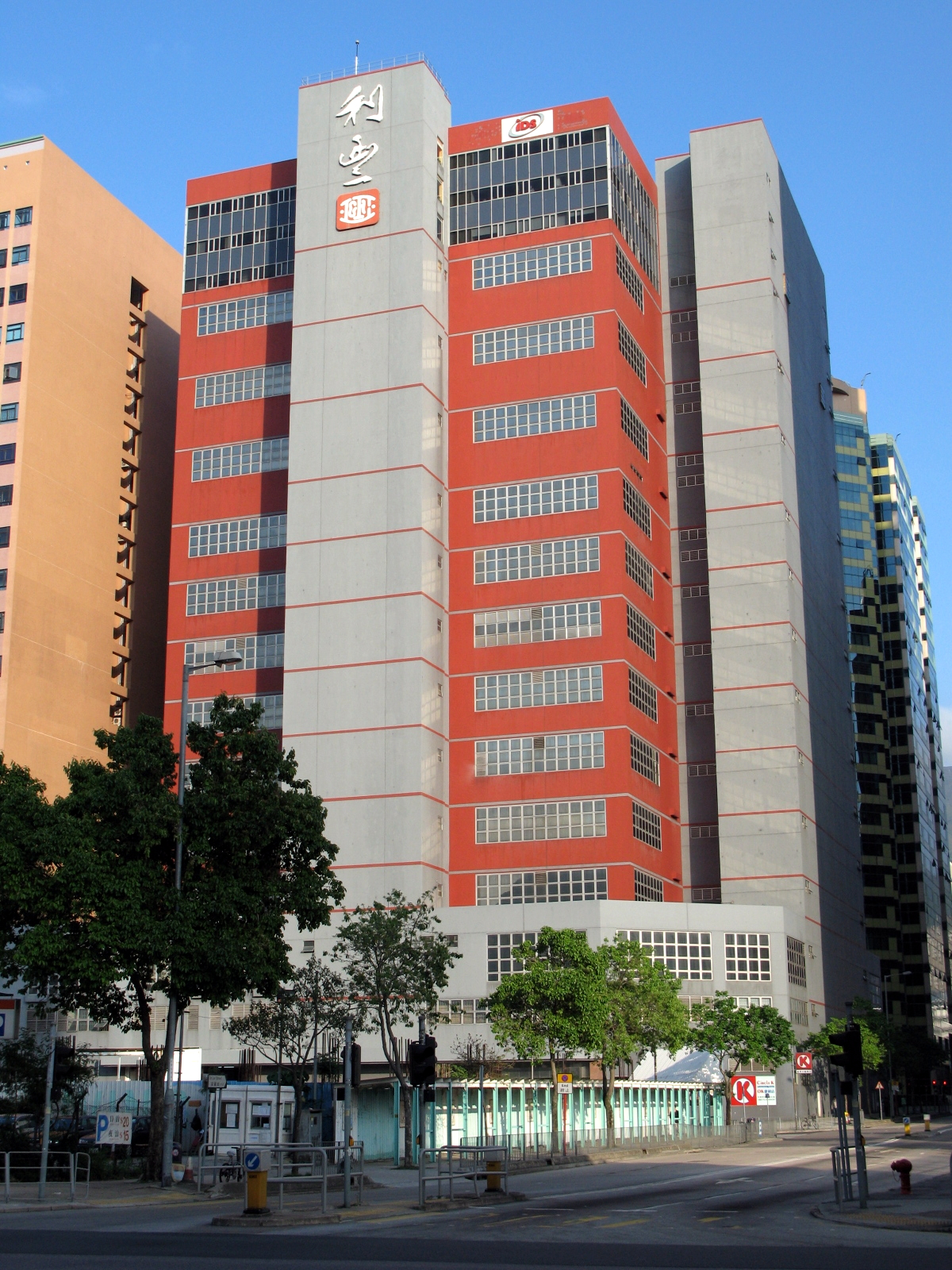
Дистрибьюторский центр Li & Fung в Гонконге

Li & Fung (利豐有限公司) — одна из крупнейших торговых компаний мира, базирующаяся в Гонконге. Принадлежит братьям Виктору и Уильяму Фунг (Фэн), а также сингапурской инвестиционной группе Temasek Holdings.

## История
Компания основана в 1906 году в Кантоне Ли Даомином и Фэн Байляо. В 1937 году третий сын Фэн Байляо — Фэн Ханьчжу — открыл филиал в Гонконге. В 1943 году, после смерти Фэн Байляо, управление компанией перешло к представителям второго поколения семьи Фэн (несмотря на уход Ли Даомина на покой, название фирмы менять не стали). В 1970 году управляющими компанией стали представители третьего поколения семьи Фэн — учившиеся в США Виктор Фэн Гоцзин (Victor Fung Kwok-king) и Уильям Фэн Голунь (William Fung Kwok Lun). К 1998 году, не владея непосредственно производственными мощностями, Li & Fung управляла более 7,5 тыс. независимых производителей. К 2010 году около половины товаров компания закупала в Китае, а около 4 % всей импортной одежды поступало в США через Li & Fung. По состоянию на март 2011 года в Li & Fung работало 13 тыс. человек, рыночная стоимость корпорации составляла почти 23 млрд долларов, а продажи — почти 13,5 млрд долларов.
В начале 2012 года дочерняя компания группы Fung Brands Limited купила знаменитый французский дом мод Sonia Rykiel.

## Структура
Li & Fung через 70 офисов в 40 странах мира занимается логистикой и дистрибуцией одежды, аксессуаров, подарочной, рекламной и сувенирной продукции, игрушек, товаров для спорта, путешествий, красоты и здоровья, предметов домашнего обихода и мебели. Кроме того, при заказе товара компания по желанию клиента берёт на себя разработку дизайна, поставки сырья и комплектующих, контроль за производством и качеством.
Среди основных клиентов Li & Fung значатся компании Reebok, Nike, Esprit, Walt Disney, Coca-Cola, Marks & Spencer, Wal-Mart, Metro, Carrefour, Ahold, Karstadt.